# Вальков, Василий Матвеевич
Василий Матвеевич Вальков (1919—1945) — советский военный деятель. Участник Великой Отечественной войны. Герой Советского Союза (1945, посмертно). Подполковник.

## Биография
Василий Матвеевич Вальков родился 9 января 1919 года в селе Авдеевка Сосницкого уезда Черниговской губернии Советской Украины (ныне село Сосницкого района Черниговской области Украины) в крестьянской семье. Украинец. В скором времени семья Вальковых переехала в соседний Сумской уезд Харьковской губернии, а в 1925 году перебралась на хутор Трудобеликовский Славянского района Кубанского округа Юго-Восточной области РСФСР (ныне хутор Красноармейского района Краснодарского края Российской Федерации). На Кубани Василий Вальков закончил семь классов школы в станице Славянской, а в 1937 году — Красноармейский культпросветтехникум в станице Красноармейская (ныне станица Полтавская Красноармейского района Краснодарского края Российской Федерации).
В ряды Рабоче-крестьянской Красной Армии В. М. Вальков был призван Славянским райвоенкоматом Краснодарского края в сентябре 1937 года и направлен в Орджоникидзевское Краснознаменное военное училище. После его окончания в 1939 году получил назначение в Северо-Кавказский военный округ в полевую школу младшего командного состава, которая располагалась в станице Славянская. Сначала служил командиром учебного взвода, затем получил должность начальника школы.
В боях с немецко-фашистскими захватчиками В. М. Вальков участвовал с мая 1942 года. Воевал командиром роты на Крымском фронте. Участвовал в Керченской оборонительной операции. После эвакуации из Крыма и расформирования Крымского фронта Василий Матвеевич получил назначение в 307-й стрелковый полк, который в составе наспех сформированной группы в конце августа 1942 года был брошен на ликвидацию прорыва немецких войск в районе Санчарского перевала. В октябре 1942 года 307-й стрелковый полк вернулся в состав 61-й стрелковой дивизии 2-го формирования, которая была подчинена 46-й армии Закавказского фронта. Василий Матвеевич, ставший к этому времени капитаном, получил должность начальника штаба 307-го стрелкового полка.
До конца 1942 года полк вел ожесточённые бои за удержание перевалов в центральной части Главного Кавказского хребта. В январе 1943 года войска Закавказского фронта в ходе Битвы за Кавказ перешли в наступление. 21 января 1943 года в наступлении приняла участие и 61-я стрелковая дивизия, переданная состав 56-й армии. Капитан В. М. Вальков отличился в бою за освобождение станицы Новодмитриевская — крупного опорного пункта немецкой обороны. С целью замедлить наступление Красной Армии противник нанёс на этом направлении мощный контрудар. Капитан Вальков, фактически взявший на себя руководство боем, за счёт правильной расстановки подразделения отбросил немцев на исходные позиции. В ходе боя противник потерял убитыми до 360 солдат и офицеров. Сам капитан Вальков во время боя взобрался на башню танка и под огнём противника корректировал стрельбу танка, в результате чего были уничтожены два станковых пулемёта противника.
К лету 1943 года Василий Матвеевич получил звание майора и был назначен командиром 307-го стрелкового полка. Его первой боевой операцией в новой должности стала Новороссийско-Таманская операция, в ходе которой полк под его командованием прорвал сильно укреплённую, насыщенную ДЗОТами, минными полями, противопехотными и противотанковыми заграждениями «Голубую линию» в районе населённых пунктов Молдаванское и Подгорное.
В сентябре 1943 года 61-я стрелковая дивизия была переброшена на Южный фронт (с 20 октября 1943 года — 4-й Украинский фронт) и была подчинена 44-й армии. Полк подполковника В. М. Валькова принимал участие в Донбасской и Мелитопольской операциях, в том числе в прорыве обороны противника на реке Молочная. Во время ликвидации никопольского плацдарма противника в ходе Никопольско-Криворожской операции полк Валькова в период с 1 по 9 февраля 1944 года в районе города Васильевка нанёс противнику существенный урон. В ночь с 9 на 10 февраля на подручных средствах полк скрытно форсировал Днепр и нанёс неожиданный для немцев удар, вызвав панику, в результате чего противник отступил, понеся большие потери. В марте 1944 года 61-я стрелковая дивизия была передана 5-й ударной армии 3-го Украинского фронта и приняла участие в Березнеговато-Снигирёвской операции, после чего была выведена в резерв Ставки Верховного Главнокомандования.
В конце мая 1944 года 61-я стрелковая дивизия в составе 128-го стрелкового корпуса 28-й армии была переброшена на 1-й Белорусский фронт и приняла участие в Белорусской стратегической операции. Полк под командованием подполковника В. М. Валькова отличился в ходе её составной части — Люблин-Брестской операции. На подступах к Бресту полк прорвал три сильно укреплённые линии обороны противника в районе населённых пунктов Иванцевичи, Селец и Козловичи. 27 июля 1944 года при штурме господствующей высоты 182,5 полк был контратакован немецкой пехотой численностью до одного полка при поддержке 10 самоходных артиллерийских установок. Благодаря грамотным действиям полк не только отбросил противника, но и сам перешёл в атаку и овладел высотой, чем нарушил всю систему немецкой обороны и способствовал её прорыву остальными частями дивизии. Всего за период наступления с 12 июля по 4 августа 1944 года полк освободил 39 населённых пунктов, уничтожил свыше 1700 солдат и офицеров вермахта, 9 самоходных установок и танков. В качестве трофеев полком было захвачено 21 орудие, 54 автомашины, 41 пулемёт, склад с продовольствием.
В конце сентября 1944 года 28-я армия была переброшена на 3-й Белорусский фронт и приняла участие в Гумбиннен-Гольдапской операции. В ходе операции 307-й стрелковый полк подполковника В. М. Валькова особо отличился при захвате города Гумбиннен. Смелым манёвром Василий Матвеевич вывел свой полк в тыл противника и перерезал его коммуникации, решив исход сражения за город. За отличие при овладении городом Гумбиннен 307-й стрелковый полк получил почётное наименование «Гумбинненский» и был награждён орденом Красного Знамени.
В январе-апреле 1945 года 28-я армия принимала участие в Восточно-Прусской операции. За время боёв 307-й стрелковый полк подполковника Валькова, действуя в авангарде 28-й армии, уничтожил 7 артиллерийских батарей, 5 миномётов, 2 танка, 1 самоходное орудие свыше 550 солдат и офицеров противника. После завершения операции армия была подчинена 1-му Украинскому фронту.
16 апреля 1945 года началась Берлинская стратегическая наступательная операция. Прорвав оборону противника на реке Нейсе 307-й стрелковый полк стремительным броском двинулся к Берлину. Действуя практически в полной изоляции от других частей, полк с боями вышел Тельтов-каналу. Утром 22 апреля войска 1-го Украинского фронта начали штурм вражеских укреплений и, преодолев их к вечеру того же дня, завязали бои на южной окраине столицы Германской империи. 24 апреля 1945 года подполковник В. М. Вальков лично повёл передовой батальон своего полка на штурм города. В ходе уличных боёв Василий Матвеевич был смертельно ранен осколком снаряда и скоро скончался.
27 июня 1945 года указом Президиума Верховного Совета СССР подполковнику Валькову Василию Матвеевичу было присвоено звание Героя Советского Союза посмертно. Первоначально его похоронили в городке Малов. Позднее его останки были перезахоронены на мемориальном кладбище советских воинов в городе Болеславец в Польше рядом с могилой фельдмаршала М. И. Кутузова.

## Награды
- Медаль «Золотая Звезда» (27.06.1945, посмертно);
- орден Ленина (27.06.1945, посмертно);
- два ордена Красного Знамени (28.03.1943; 31.08.1944);
- орден Суворова 3 степени (06.04.1945);
- орден Кутузова 3 степени (28.02.1944);
- орден Александра Невского (07.11.1943);
- орден Отечественной войны 1 степени (14.08.1943);
- медаль «За оборону Кавказа» (1944).

## Память
- Памятный знак в честь Героя Советского Союза В. М. Валькова установлен в парке 40-летия Победы в городе Славянск-на-Кубани Краснодарского края.
- Школе № 1 города Славянск-на-Кубани присвоены имена семи Героев Советского Союза, в том числе и имя Героя Советского Союза В. М. Валькова.

## Документы
- Общедоступный электронный банк документов «Подвиг Народа в Великой Отечественной войне 1941—1945 гг.» Архивировано 13 марта 2012 года.

Представление к званию Героя Советского Союза и указ ПВС СССР о присвоении звания. Архивировано 22 сентября 2012 года.
Орден Красного Знамени (наградной лист и приказ о награждении от 28.03.1943). Архивировано 22 сентября 2012 года.
Орден Красного Знамени (наградной лист и приказ о награждении от 31.08.1944). Архивировано 22 сентября 2012 года.
Орден Суворова 3-й степени (наградной лист и приказ о награждении). Архивировано 22 сентября 2012 года.
Орден Кутузова 3-й степени (наградной лист и приказ о награждении). Архивировано 22 сентября 2012 года.
Орден Александра Невского (наградной лист и приказ о награждении). Архивировано 22 сентября 2012 года.
Орден Отечественной войны 1-й степени (наградной лист и приказ о награждении). Архивировано 22 сентября 2012 года.
- Обобщённый банк данных «Мемориал». Архивировано 10 мая 2012 года.

Список безвозвратных потерь. ЦАМО, ф. 33, оп. 11458, д. 834. Архивировано 22 сентября 2012 года.
Приказ об исключении из списков ЦАМО, ф. 33, оп. 11458, д. 672. Архивировано 22 сентября 2012 года.